# Libanon op de Olympische Winterspelen 1988
Tijdens de Olympische Winterspelen van 1988, die in Calgary (Canada) werden gehouden, nam Libanon voor de elfde keer deel.

## Deelnemers en resultaten

### Alpineskiën
| Olympiër        | Discipline       | Resultaat | Prestatie                        |
| --------------- | ---------------- | --------- | -------------------------------- |
| Elias Majdalani | super g (m)      | 32e       | 1.47,58 (+7,92)                  |
| Elias Majdalani | reuzenslalom (m) | 38e       | 2.19,58 (+13,21) 1.10,95+1.08,63 |
| Elias Majdalani | slalom (m)       | dnf-1     | opgave run 1                     |
| Karim Sabbagh   | reuzenslalom (m) | dq-1      | diskwalificatie run 1            |
| Karim Sabbagh   | slalom (m)       | 40e       | 2.26,67 (+47,20) 1.16,52+1.10,15 |
| Toni Salame     | reuzenslalom (m) | dq-1      | diskwalificatie run 1            |
| Toni Salame     | slalom (m)       | 34e       | 2.16,97 (+37,50) 1.12,74+1.04,23 |
| Pierre Succar   | reuzenslalom (m) | dq-1      | diskwalificatie run 1            |
| Pierre Succar   | slalom (m)       | dq-1      | diskwalificatie run 1            |

Amerikaanse Maagdeneilanden · Andorra · Argentinië · Australië · België · Bolivia · Bondsrepubliek Duitsland · Bulgarije · Canada · Chili · China · Chinees Taipei · Costa Rica · Cyprus · Denemarken · Duitse Democratische Republiek · Fiji · Filipijnen · Finland · Frankrijk · Griekenland · Groot-Brittannië · Guam · Guatemala · Hongarije · IJsland · India · Italië · Jamaica · Japan · Joegoslavië · Libanon · Liechtenstein · Luxemburg · Marokko · Mexico · Monaco · Mongolië · Nederland · Nederlandse Antillen · Nieuw-Zeeland · Noord-Korea · Noorwegen · Oostenrijk · Polen · Portugal · Puerto Rico · Roemenië · San Marino · Sovjet-Unie · Spanje · Tsjecho-Slowakije · Turkije · Verenigde Staten · Zuid-Korea · Zweden · Zwitserland